# Albert Lavens

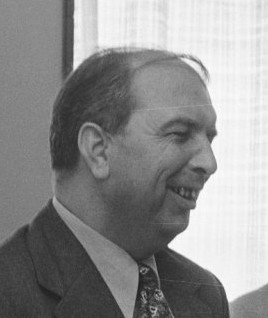
Albert Lavens (1974)

Albert Lavens (Otegem, 15 november 1920 - Kortrijk, 5 augustus 1993) was een Belgisch politicus en minister voor de CVP.

## Levensloop
Lavens groeide op in een katholiek landbouwersgezin. Hij studeerde economische wetenschappen aan de Katholieke Universiteit Leuven. Tussen 1942 en 1944 gaf hij les aan het Heilig-Hartcollege in Waregem. Na de Tweede Wereldoorlog werd hij lesgever aan het vormingsinstituut voor bedrijfsleiders en KMO's. Ook was hij van 1937 tot 1938 gewestleider van de KSA
Albert Lavens was ook van 1946 tot 1972 provinciaal directeur van het Verbond van Katholieke Werkgevers (VKW) in West-Vlaanderen. Hij was er van 1952 tot 1984 tevens afgevaardigd bestuurder van de vzw Sociaal Hulpbetoon (compensatiekas, statuut zelfstandigen). Ook was hij van 1948 tot 1958 en van 1971 tot 1983 bestuurslid van het NCMV.

## Politieke loopbaan
Via het NCMV verzeilde Lavens in de CVP. Voor deze partij zetelde hij van 1958 tot 1968 voor het arrondissement Kortrijk in de Kamer van volksvertegenwoordigers. Daarna was hij van 1971 tot 1983 lid van de Senaat als rechtstreeks verkozen senator voor het arrondissement Kortrijk-Ieper. Lavens was er van 1977 tot 1979 voorzitter van de commissie Openbare Werken, Ruimtelijke Ordening en Huisvesting.
Ook bekleedde hij verschillende ministerposten: van 1973 tot 1977 was hij minister van Landbouw, van 1979 tot 1980 minister van Landbouw en Middenstand en van 1980 tot 1981 opnieuw minister van Landbouw.
In de periode december 1971-oktober 1980 zetelde hij als gevolg van het toen bestaande dubbelmandaat ook in de Cultuurraad voor de Nederlandse Cultuurgemeenschap, die op 7 december 1971 werd geïnstalleerd. Vanaf 21 oktober 1980 tot 1 maart 1983 was hij lid van de Vlaamse Raad, de opvolger van de Cultuurraad en de voorloper van het huidige Vlaams Parlement. In 1983 nam hij afscheid van de politiek en werd hij eresenator.

## Publicatie
- De administratieve organisatie van de sociale zekerheid, Brussel, CEPESS-documenten, 1967.